# Mariene ecoregio Zuidoostelijk Madagaskar
De Mariene ecoregio Zuidoostelijk Madagaskar (99) (Engels: Southeast Madagascar marine ecoregion) is een biogeografische regio en ligt in het westen van de Indische Oceaan in de Mariene provincie Westelijke Indische Oceaan (20) in het Marien rijk Westelijke Indo-Pacific. De mariene ecoregio is vastgesteld door het World Wide Fund for Nature en The Nature Conservancy en is vernoemd naar Madagaskar.
In het noordoosten grenst het gebied aan de mariene ecoregio Mascarenen (98) en in het noorden en zuidwesten aan de mariene ecoregio Westelijk en Noordelijk Madagaskar (100).

## Geografie
De mariene ecoregio ligt in het westen van de Indische Oceaan voor de zuidoostkust van Madagaskar. Het gebied strekt zich uit van de stad Toamasina tot aan de zuidpunt van het eiland.
Door het gebied stroomt de Oost-Madagaskarstroom.

## Biogeografie
Het gebied kent zeeleven dat houdt van tropische temperaturen.